# Ambohimanambola (Betafo)
Ambohimanambola – gmina na Madagaskarze, w regionie Vakinankaratra, w dystrykcie Betafo. W 2001 roku zamieszkana była przez 21 339 osób. Siedzibę administracyjną stanowi miejscowość Ambohimanambola.